# 卢克丽霞 (阿尔泰米西娅·真蒂莱斯基,波茨坦)
《卢克丽霞》是阿尔泰米西娅·真蒂莱斯基的三幅同一题材的布面油画之一，绘制于1620-1650 年。 它挂在波茨坦新宫的大厅里。 画作表现罗马执政官塔奎尼乌斯的妻子卢克丽霞 在被丈夫的一名战友勒索和强奸后，愤而自杀的情景。其他两个版本，一幅由米兰私人收藏，另一幅现藏于洛杉矶的盖蒂博物馆。